# 포토레지스터

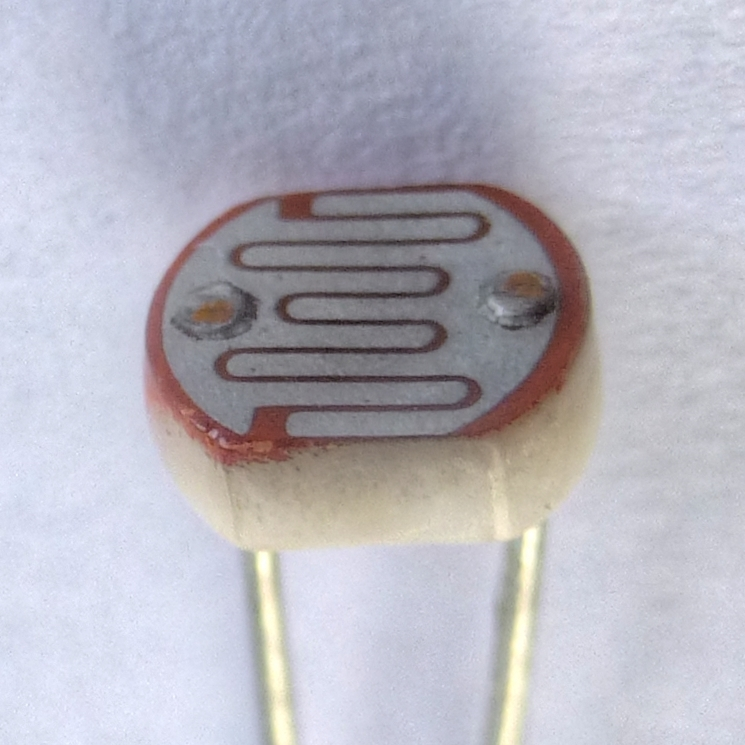
포토레지스터

포토레지스터의 전기 회로 기호

포토레지스터(photoresistor)는 빛의 양에 따라 값이 변하는 저항기이다. 광의존 저항기(light-dependent resistor, LDR)라고도 한다. 빛의 양이 크면 전기 저항이 줄어드는 광전도성을 띈다. 빛을 검출하는 전기회로나 빛의 유무에 따라 열리고 닫히는 스위치 회로에 적용될 수 있다.
포토레지스터는 높은 저항 값을 갖는 반도체로 만든다. 빛이 없는 상태일 때 메가 옴(MΩ) 크기의 저항 값을 지니며 빛이 커질수록 전기 저항이 낮아져 몇 백 옴 크기까지 저항 값이 낮아지게 된다. 작동 범위 내의 특정 주파수를 갖는 빛이 반도체에 전달되면 전자가 방출되어 저항기는 전도 대역에 다다르게 된다. 이에 따라 자유 전자와 정공이 형성되고 저항 값이 낮아지게 된다. 저항 값의 범위와 민감도는 사용된 반도체의 종류에 따라 다르다.
반도체를 사용하는 다른 전자 부품들과 마찬가지로 포토레지스터 역시 진성 포토레지스터와 외인성 포토레지스터로 구분할 수 있다. 진성 소자는 자체적인 전하 운반자를 지니고 있고 규소와 같이 효율이 낮은 물질을 사용한다. 진성 포토레지스터에서 활성 전자는 오직 원자가띠 대역에만 존재하기 때문에 자유 전자를 형성하려면 광자가 전달하는 에너지가 띠틈을 넘어설 수 있을 만큼 충분해야 한다. 외인성 포토레지더는 반도체에 도펀트라고 불리는 소량의 불순물이 포함되어 보다 적은 에너지로도 전도 대역으로 점프할 수 있다.

## 디자인 고려 사항

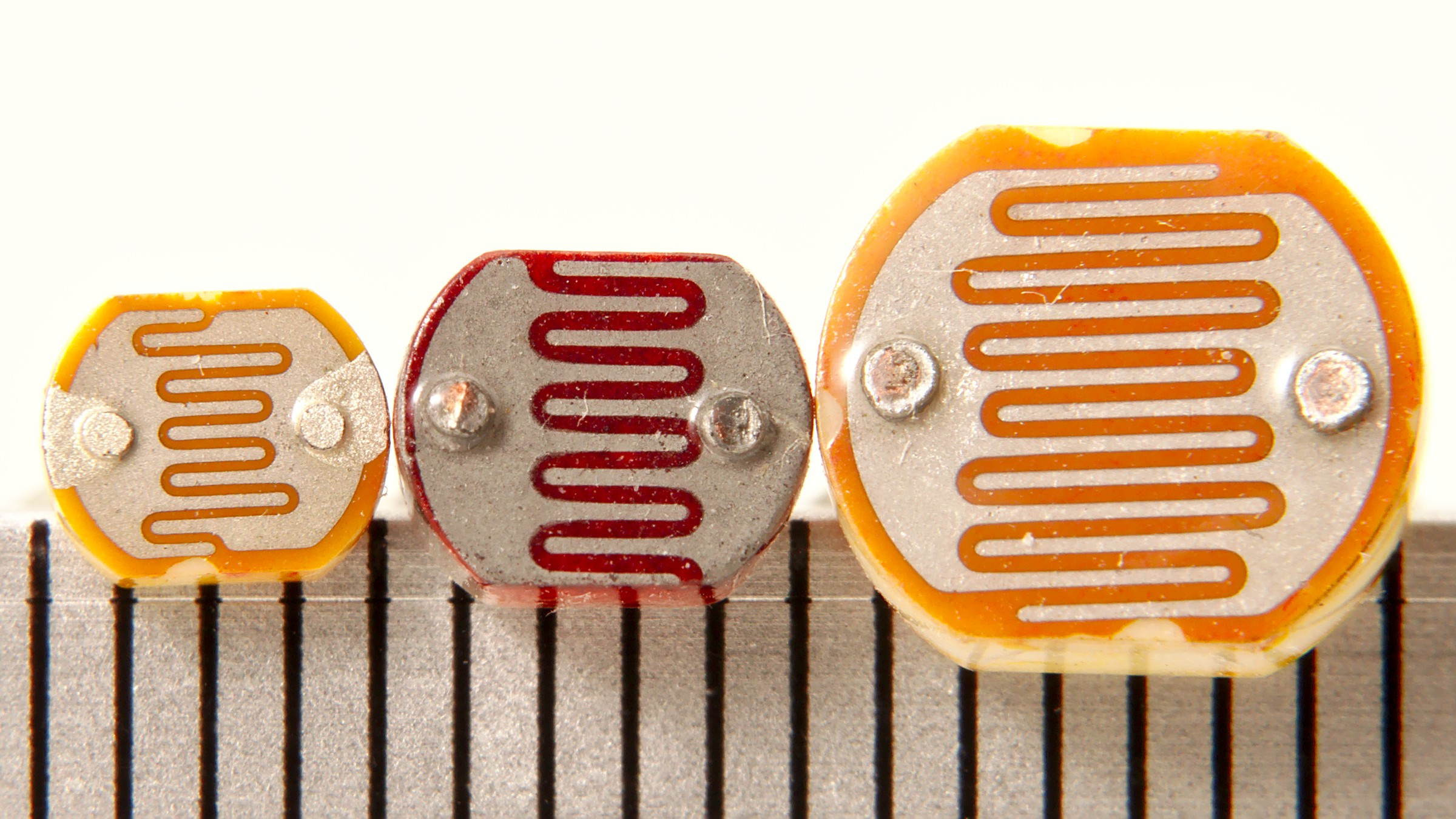
밀리미터 크기의 포토레지스터 3종

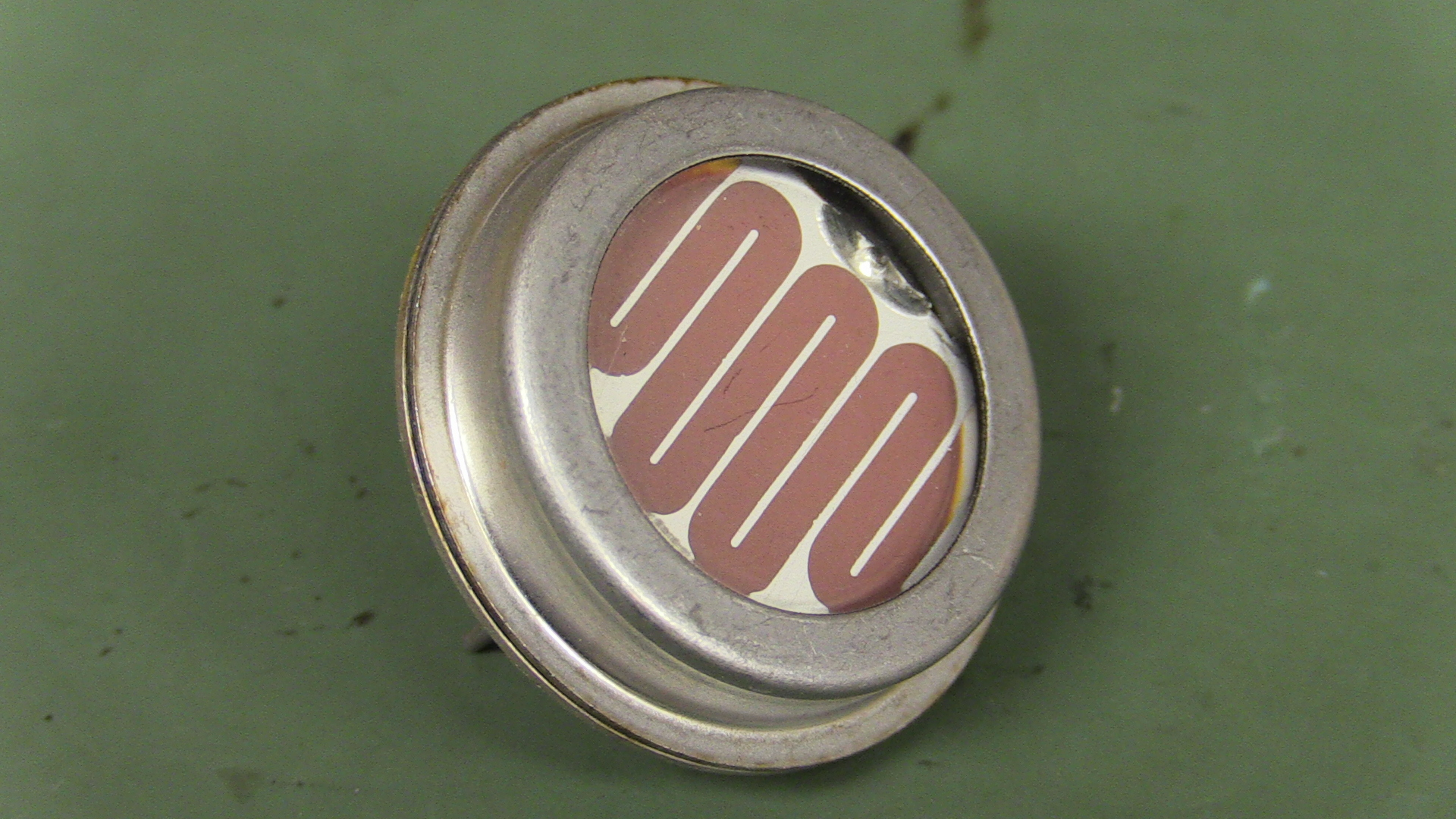
가로등에 사용되는 큰 크기의 포토레지스터

포토레지스터는 포토다이오드나 포토트랜지스터보다 적은 양의 빛으로도 동작되어야 한다. 포토레지스터는 앞의 두 반도체 소자와 달리 PN 접합은 없기 때문에 수동소자로 분류된다. 포토레지스터는 온도 특성, 광민감성에 대한 허용 오차와 같은 요인으로 인해 제품마다 정밀도 차이가 크다.
또한 포토레지스터는 빛의 노출 정도에 따라 특정 값의 레이턴시를 보인다. 시판되는 제품의 경우 보통 10 밀리 초 정도의 반응 속도를 보인다. 지연 시간은 빛이 적을 수록 길어지며 작동에 필요한 최소량일 경우 1 초까지도 걸릴 수 있다. 이때문에 순간적인 반응이 필요한 회로에는 적합하지 않지만 음성 신호 압축과 같은 정도의 용도까지는 크게 무리없이 사용할 수 있다.

## 적용

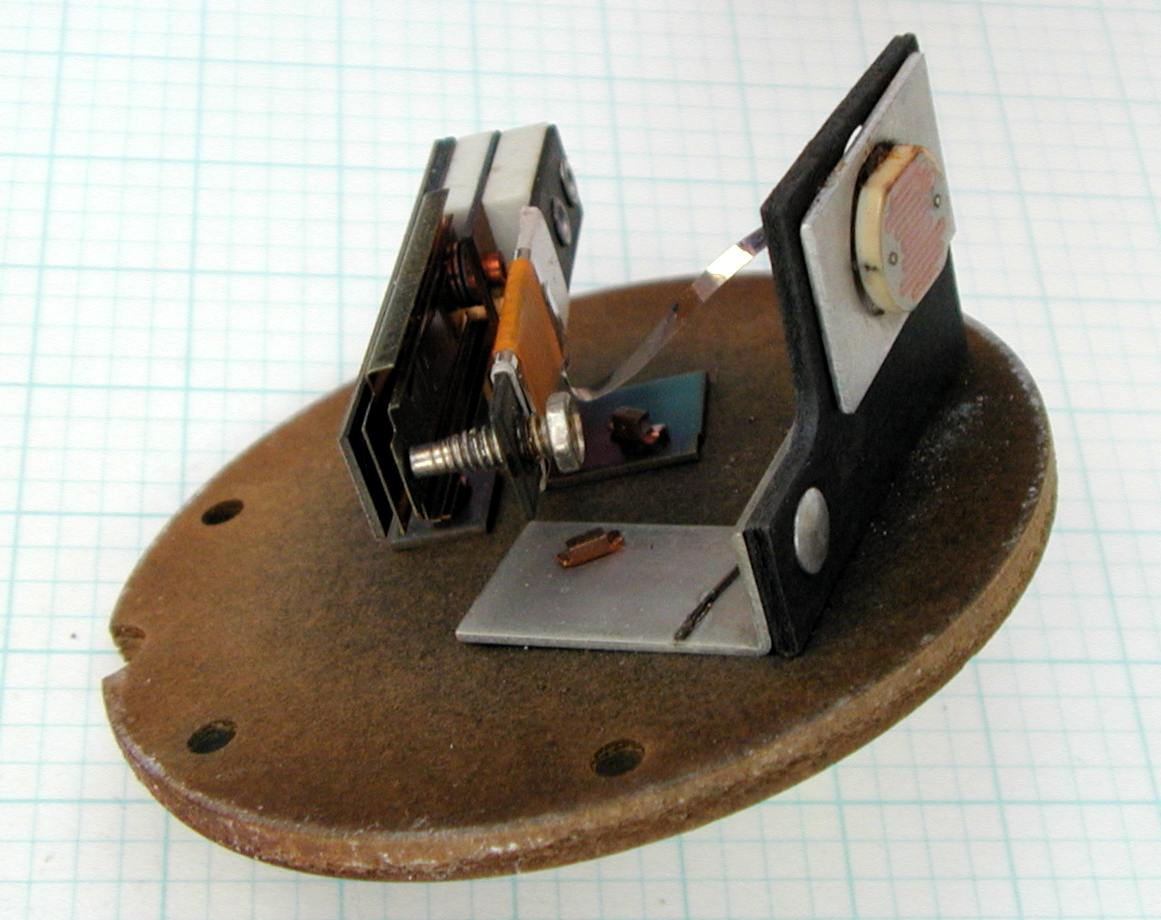
가로등의 자동 점멸을 위한 스위치 회로에 쓰인 포토레지스터. 해가 져서 어두워지면 저항값이 올라가고 스위치가 닫힌다.

포토레지스터에는 많은 종류가 있다. 저렴하게 제작되는 것은 황화 카드뮴을 재료로 사용하며 카메라의 광도 측정 회로나 화재경보기, 야간등, 자동 점멸 실외등, 자동 점멸 가로등과 같은 여러 곳에 적용되고 있다.
황화 카드뮴(CdS)이나 셀렌화 카드뮴(CdSe)도 사용된다. 유럽의 경우 유해물질 제한지침(RoHS)이 카드뮴 사용을 금지하고 있기 때문에 포토레지스터의 적용 역시 제한적이다.
가시광선이 아닌 중적외선 대역을 이용한 포토레지스터는 황화납(PbS)이나 안티몬화 인듐(InSb)을 이용하고 원적외선 대역은 게르마늄-구리 합금을 이용한다.

## 같이 보기
- 광전자 공학
- 포토디텍터